# アルフレッド・アイゼンスタット
アルフレッド・アイゼンスタット（Alfred Eisenstaedt, 1898年12月6日 - 1995年8月24日）は、ドイツ領西プロイセン出身のアメリカ合衆国の写真家・フォトジャーナリスト（報道写真家）。アメリカにおける報道写真家の草分け的存在。報道写真を芸術的な形式まで高めることに貢献した。『勝利のキス』の撮影者として知られる。

## 生涯
西プロイセン・ディルシャウ（現在のポーランド領トチェフ）のユダヤ系ドイツ人の子として生まれた。
1928年から写真家として活動。ナチスによるドイツ国内の反ユダヤ熱が高まりつつあった1935年にアメリカに移住した。
以降30年以上、『ライフ』誌の専属カメラマンとして活動した。
組み写真形式での最初のフォト・エッセーを、同誌で手掛けたとされる。

## 撮影スタイル
当時、報道用カメラではフラッシュが付いた大きく携帯性の欠けるものを使うのが一般的だったなか、片手で持てる小型のライカ（35mmフィルムカメラ）を愛用し、フラッシュに頼るのではなく自然光を使った撮影をした。1944年には、ライフ誌から「今日のミニチュアカメラ界隈における学部長的な存在である（"dean of today's miniature-camera experts"）」と称された。
小型カメラによる自然光を使った撮影スタイルをとったことで、撮影時に、よりリラックスした雰囲気を作り出しており、取材先の著名人達の自然な表情やポーズを捉えることができた。アイゼンスタット自身も「小型カメラの前なら必要以上に強張らなくてよくなる。私は写真家として赴くのではなく、一人の友人として赴くのである。（ "They don't take me too seriously with my little camera,I don't come as a photographer. I come as a friend."）」と述べている。
ただし、被写体を自然体のまま撮影するには、困難な場面に直面することも数多くあった。写真を撮られることに強い抵抗感を示していたアンソニー・イーデンを撮影した時には「優しい死刑執行人」だと呼ばれ、ウィンストン・チャーチルを撮影した時には、良い写真をとるためのカメラを置く位置まで指定されたほか、アーネスト・ヘミングウェイを彼のボートに同乗して撮影した時には、激高され、ビリビリに破いた自身のシャツを投げつけられ、船から放り出してやると脅されたこともあったという。